# Матриця БКГ

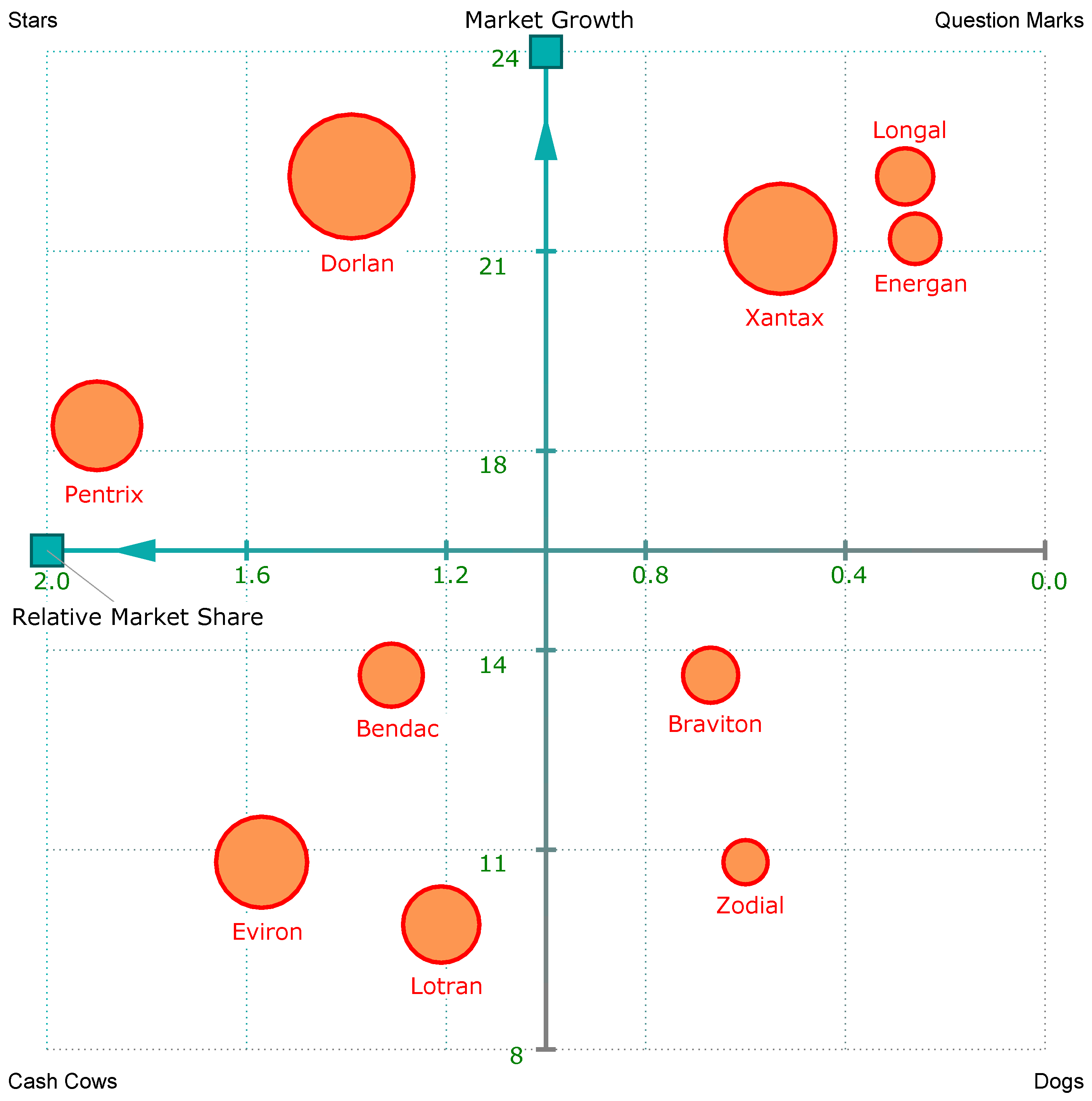
Приклад БКГ матриці

Матриця БКГ (англ. BCG matrix, інша назва: матриця «зростання — частка ринку» Бостонської консалтингової групи) — інструмент для стратегічного аналізу і планування в маркетингу. Створена засновником Бостонської консалтингової групи Брюсом Д. Хендерсеном
Матриця БКГ — один з найбільш відомих методів класифікації напрямків діяльності компанії(виробництва продуктів, надання послуг тощо) за критерієм потенційної прибутковості. Тобто, це простий рейтинг продуктів фірми за критерієм прибутковості. Така класифікація та поділ діяльності компанії на групи допомагає визначити адекватну стратегію та фінансування заради досягнення лідерських позицій чи прибутковості напрямку (продукту, послуги).

## Класифікації типів стратегічних господарських підрозділів

### «Зірки»
Високе зростання обсягу продажів і висока частка ринку. Частку ринку необхідно зберігати і збільшувати. «Зірки» приносять дуже великий прибуток.
Але, незважаючи на привабливість даного товару, його чистий грошовий потік достатньо низький, тому що вимагає значних інвестицій для забезпечення високого темпу зростання.

### «Дійні корови» («Грошові мішки»)
Висока частка на ринку, але низький темп зростання обсягу продажів. «Дійних корів» необхідно берегти і максимально контролювати.
Їх привабливість пояснюється тим, що вони не вимагають додаткових інвестицій і самі при цьому забезпечують хороший грошовий прибуток. Кошти від продажів можна спрямовувати на розвиток «Важких дітей» та на підтримку «Зірок».

### «Собаки» («Кульгаві качки», «Мертвий вантаж»)
Темп зростання низький, частина ринку низька, продукт як правило низького рівня рентабельності і вимагає великої уваги з боку керуючого. Від «Собак» треба позбавлятися.

### «Важкі діти» («Дикі кішки», «Темні конячки», «Знаки питання»)
Низька частка ринку, але високі темпи зростання. «Важких дітей» необхідно вивчати. У перспективі вони можуть стати як зірками, так і собаками. Якщо існує можливість переведення в зірки, то потрібно інвестувати, інакше — позбуватися.

## Недоліки
- Сильне спрощення ситуації;
- У моделі враховуються тільки два фактори, однак висока відносна частка ринку — не єдиний фактор успіху, а високі темпи приросту — не єдиний показник привабливості ринку;
- Відсутність обліку фінансового аспекту, видалення собак може призвести до подорожчання собівартості «корів» і «зірок», а також негативно позначитися на лояльності клієнтів, що користуються даним продуктом;
- Допущення про те, що частка ринку відповідає прибутку, це правило може порушуватися при виведенні на ринок нового продукту з великими інвестиційними витратами;
- Допущення, що зниження ринку викликане закінченням життєвого циклу товару. Бувають інші ситуації на ринку, наприклад, закінчення ажіотажного попиту або економічна криза.

## Переваги
- Теоретичне опрацювання взаємозв'язку між фінансовими надходженнями і аналізованими параметрами;
- Об'єктивність аналізованих параметрів (відносна ринкова частка і темп зростання ринку);
- Наочність отриманих результатів і простота побудови;
- Вона дозволяє поєднувати аналіз портфеля з моделлю життєвого циклу товару;
- Матриця проста і доступна для розуміння;
- Легко розробити стратегію для бізнес-одиниць та інвестиційну політику.

## Правила побудови
Горизонтальна вісь відповідає відносній частці ринку, координатний простір від 0 до 1 в середині з кроком 0,1 і далі від 1 до 10 з кроком 1. Оцінка частки на ринку є результатом аналізу продажів всіх учасників галузі. Відносна частка ринку розраховується як відношення власних продажів до продажів найсильнішого конкурента або трьох найсильніших конкурентів, в залежності від ступеня концентрації на конкретному ринку. 1 означає, що власні продажі рівні продажу найсильнішого конкурента.
Вертикальна вісь відповідає темпам зростання ринку. Координатний простір визначається темпами зростання всіх продуктів компанії від максимального до мінімального, мінімальне значення може бути негативне, якщо темп зростання негативний.
По кожному продукту встановлюється перетин вертикальної і горизонтальної осі і малюється коло, площа якого відповідає частці продукту в обсягах продажів компанії.